# 懷特斯托爾鎮區 (北卡羅萊納州安森縣)
懷特斯托爾鎮區（英語：White Store Township）是位於美國北卡羅萊納州安森縣的一個鎮區。

## 地方資料
懷特斯托爾鎮區的面積為156.94平方千米，皆為陸地。根據2020年美國人口普查的數據，當地共有人口474人，而人口密度為每平方千米3.02人。